# ريبيكا ساندرز
ريبيكا ساندرز (بالإنجليزية: Rebecca Sanders) هي لاعب هوكي الحقل أسترالية، ولدت في 9 يوليو 1982.

## روابط خارجية
- ريبيكا ساندرز على موقع اتحاد ألعاب الكومنولث (مؤرشف) (الإنجليزية)
- ريبيكا ساندرز على موقع دورة ألعاب الكومنولث 2006 (مؤرشف) (الإنجليزية)